# Ramona Brussig

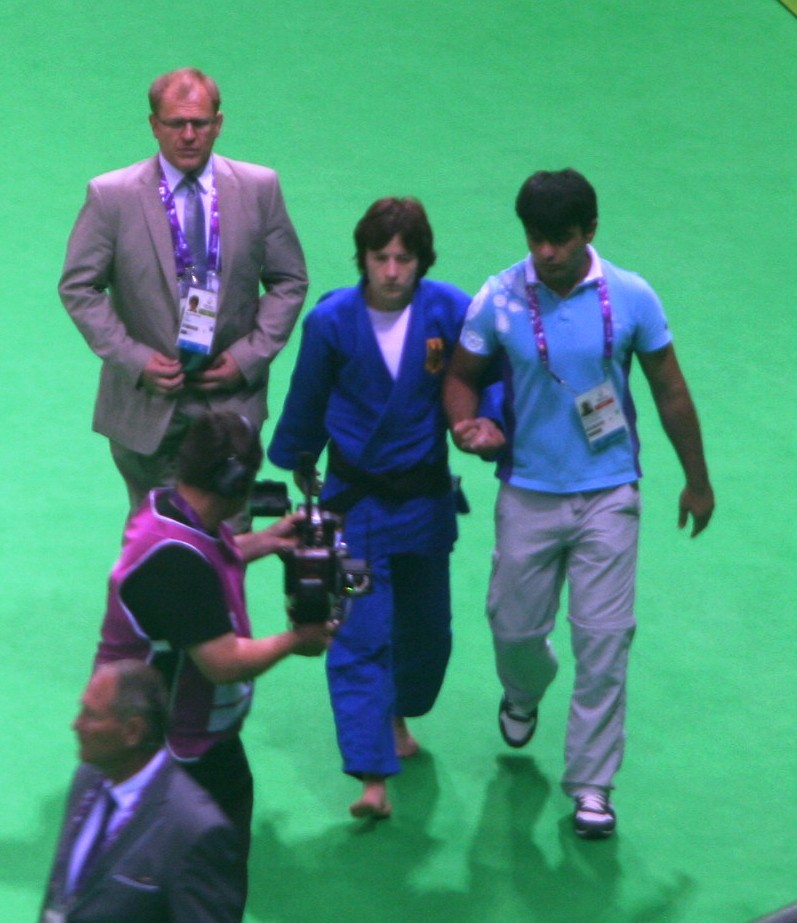
Brussig in Europaspiele 2015 (Baku)

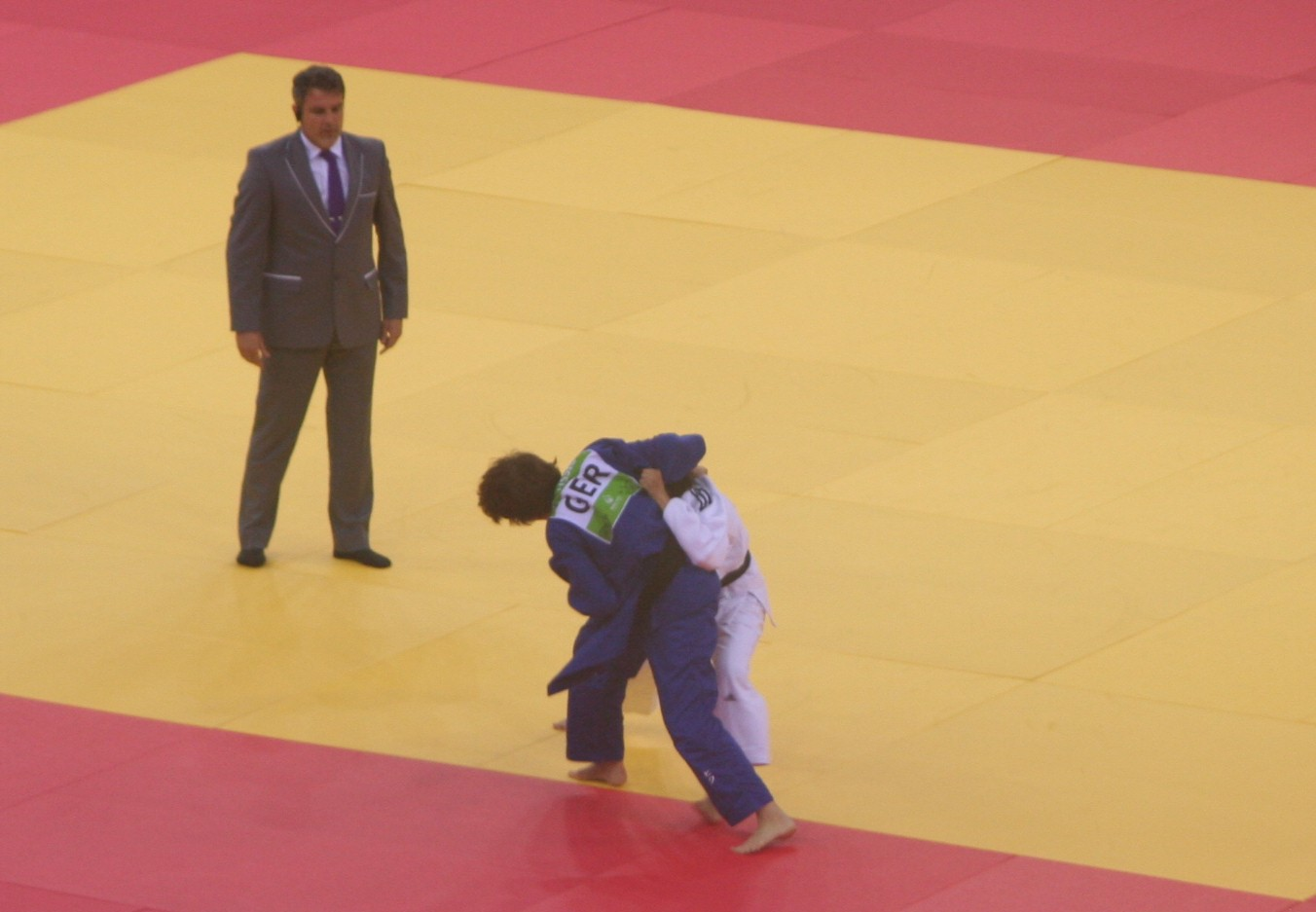
Brussig (blau) in Europaspiele 2015 (Baku)

Ramona Brussig (* 20. Mai 1977 in Leipzig) ist eine deutsche Judoka-Behindertensportlerin. Sie errang mehrere Welt-, Europa- und Deutsche Meistertitel und war 2004 und 2012 Paralympics-Siegerin.

## Leben
Ramona Brussig ist sehbehindert und startet für den Judoverein PSV Schwerin. Ihre Schwester Carmen Brussig ist ebenfalls Judoka und war Teilnehmerin der Sommer-Paralympics 2008 und 2012 in der Gewichtsklasse bis 48 kg. Von Beruf ist Ramona Brussig Sport- und Fitnesskauffrau.
Aufsehen erregte Ramona Brussig gemeinsam mit ihrer Zwillingsschwester Carmen bei den Paralympischen Spielen 2012. Die beiden Schwestern gewannen am gleichen Tag in ihren jeweiligen Gewichtsklassen Gold. Sie waren damit die Ersten, die bei den Paralympischen Spielen 2012 für Deutschland die Goldmedaille holten. Bei den Sommer-Paralympics 2016 in Rio de Janeiro erlangten sie beide in ihren jeweiligen Klassen Silber und holten so die ersten deutschen Medaillen.
Sie startete für Deutschland bei den XVI. Paralympischen Sommerspielen 2021 in Tokio, wo sie auf den 5. Platz kam. Auch für die Paralympischen Sommerspiele 2024 in Paris konnte sie sich qualifizieren.

## Sportliche Erfolge
Internationale Deutsche Meisterschaften
- 1999–2003: 1. Platz
- 2005–2008: 1. Platz
- 2010            1. Platz
- 2013–2014:  1. Platz

Europameisterschaften
- 1999: 2. Platz im Einzel und  in der Mannschaft
- 2001: 1. Platz im Einzel und in der Mannschaft
- 2005: 1. Platz im Einzel und in der Mannschaft
- 2007: 1. Platz im Einzel und in der Mannschaft
- 2009: 1. Platz
- 2011: 1. Platz
- 2013: 1. Platz

European Games
- 3. Platz 2015

Weltmeisterschaften
- 1998: 1. Platz im Einzel
- 2003: 1. Platz im Einzel und in der Mannschaft
- 2006: 1. Platz im Einzel und in der Mannschaft
- 2007: 3. Platz im Einzel und in der Mannschaft
- 2010: 1. Platz
- 2011: 3. Platz
- 2014: 2. Platz
- 2015: 3. Platz

Sommer-Paralympics
- 2004: 1. Platz in der Klasse  Leichtgewicht (bis 57 kg)
- 2008: 2. Platz in der Klasse Leichtgewicht (bis 57 kg)[4]
- 2012: 1. Platz in der Klasse Halbleichtgewicht (bis 52 kg)
- 2016: 2. Platz in der Klasse Halbleichtgewicht (bis 52 kg)

## Ehrungen
- 2012: Silbernes Lorbeerblatt[5]
- 2008: Silbernes Lorbeerblatt
- 2004: Silbernes Lorbeerblatt